# Вяземский, Василий Васильевич
Князь Васи́лий Васи́льевич Вя́земский (1775, село Климово, Коломенский уезд, Московская губерния — 5 [17] декабря 1812, Минск, Минская губерния) — русский генерал-майор (1803), участник Отечественной войны 1812 года.

## Биография
Василий Вяземский родился в декабре 1775 года в селе Климово Коломенского уезда, Московской губернии (ныне входит в состав городского округа Озёры Московской области) в семье надворного советника князя Василия Вяземского.. Представитель старинного рода Вяземских, возводящего свою родословную к Рюрику. 
Рано потеряв обоих родителей, находился на попечении своей старшей сестры и её супруга. Образование получил в Московском университетском пансионе, затем поступил в Горное училище в Санкт-Петербурге (ныне Санкт-Петербургский государственный горный университет).
В 1786 году Вяземский был зачислен сержантом в Преображенский лейб-гвардии полк, но действительное прохождение воинской службы начал лишь в 1790 году.
С 1792 году Вяземский служил ординарцем у А. В. Суворова и в этой должности принял участие в Подавлении польского восстания Костюшко в 1794 году. На следующий год, получив чин премьер-майора, был переведён из гвардии в армию. 1 октября 1799 года был произведён в полковники.
13 июля 1800 года Вяземский стал полковым командиром 11-го егерского полка, а 27 июля того же года — шефом 13-го егерского полка.
23 ноября 1803 года В. В. Вяземский был произведен в генерал-майоры. В этом чине участвовал в военно-морскойэкспедиции к Республике Семи Островов и морском походе в Неаполь; сражался плечом к плечу с черногорцами при Новой Рагузе против наполеоновских войск.
В 1809-1811 годах сражался против турок. В 1809 году, командуя колонной, участвовал в неудачном штурме Браилова; причём его полк потерял две трети личного состава. В 1811 году сражался при Рущуке и Туртукае (награжден орденом Святой Анны 1-й степени).
Во время Отечественной войны 1812 года полк, шефом в котором был Вяземский, в составе 3-й бригады 15-й пехотной дивизии входил в корпус Е. И. Маркова Дунайской армии адмирала Чичагова. 9 ноября 1812 года Вяземский был смертельно ранен при штурме Борисова и скончался в минском военном госпитале 5 декабря того же года.
Портрет В. Вяземского не попал в «Военную галерею 1812 года», так же как и других 70 боевых генералов, большинство которых, подобно Вяземскому, воевали в армии Тормасова — Чичагова или же в ополченских частях.